# Orgue de l'Auditorium Maurice-Ravel
L'Orgue de l'Auditorium Maurice-Ravel est un grand orgue de concert construit pour l'Exposition universelle de 1878 à Paris et réinstallé à Lyon en 1977. C'est l'un des trois orgues de salle de France.

## Histoire
L'Auditorium Maurice-Ravel de Lyon accueille l'ancien orgue du palais du Trocadéro, construit par le facteur Aristide Cavaillé-Coll pour l'Exposition universelle de 1878 à Paris, reconstruit au palais de Chaillot en 1939 par Victor Gonzalez et son fils Fernand, puis installé à Lyon par Georges Danion en 1977. Cet instrument, qui est aujourd'hui un des trois grands orgues de salle de concert en France, compte 82 jeux sur 121 rangs et 6 508 tuyaux.
La console d'origine montrant de nombreux signes de fatigue, une nouvelle a été construite par le facteur Christophe Cailleux et inaugurée par un concert le 26 octobre 2024 : elle apporte un combinateur moderne, de nouvelles options de jeu et le pilotage à distance.

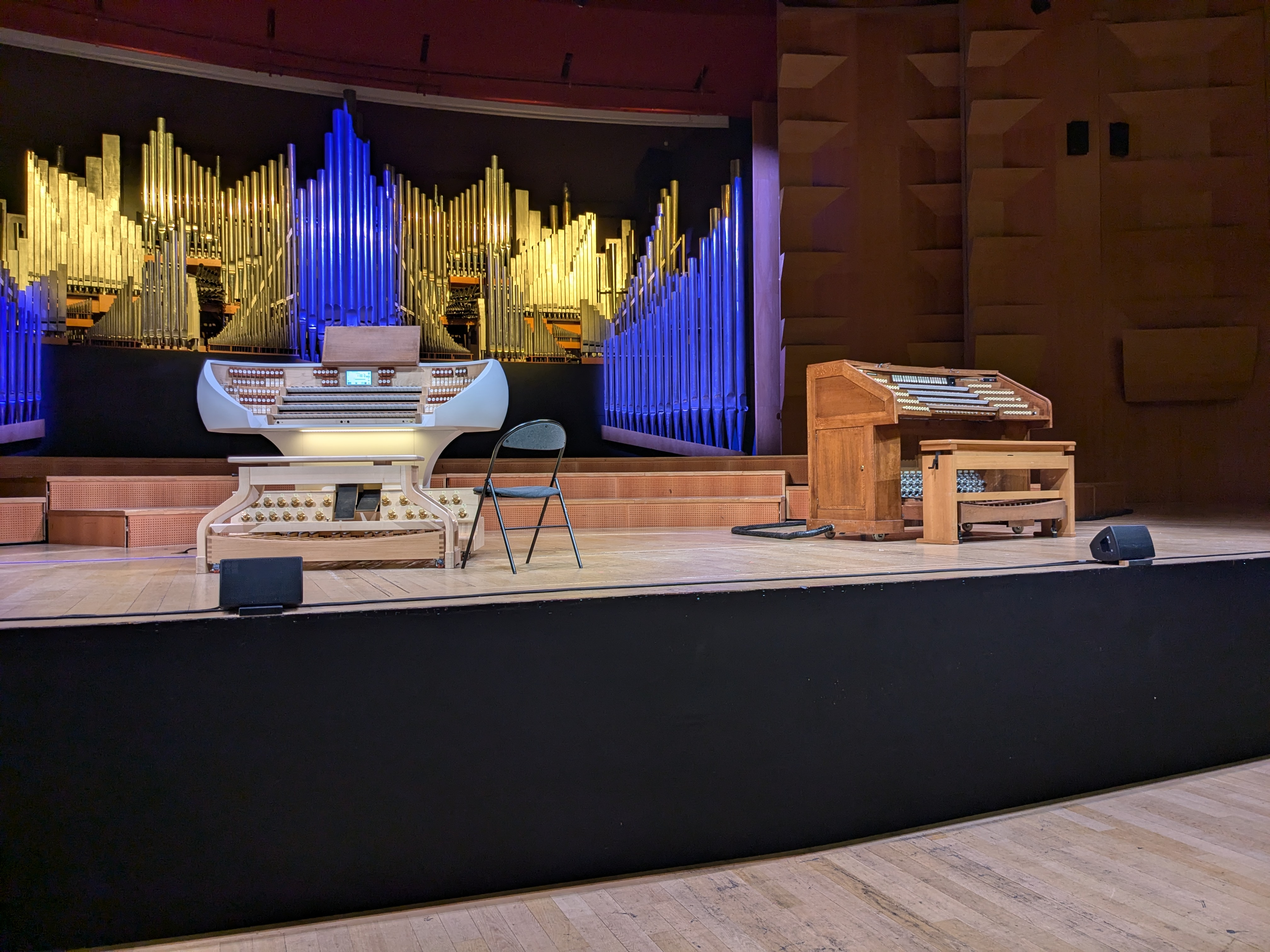
Nouvelle console à côté de l'ancienne

Cet orgue a vu la création mondiale notamment des Trois Pièces de César Franck, de la Première Symphonie d'Alexandre Guilmant, de trois Symphonies de Charles-Marie Widor, du Chemin de la Croix de Marcel Dupré, des Corps glorieux d'Olivier Messiaen, du Requiem de Maurice Duruflé (version pour solistes, grand orchestre, orgue et chœur), du Requiem de Gabriel Fauré (version pour solistes, grand orchestre, orgue et chœur). Il a révélé au public les Litanies de Jehan Alain et le Concerto pour orgue et orchestre de Francis Poulenc.

### L'orgue dupalais du Trocadéro(Paris) –Aristide Cavaillé-Coll, 1878
En 1878, à l'occasion de l'Exposition universelle, est inauguré le palais du Trocadéro construit à Paris sur la colline de Chaillot, face au Champ de Mars. La construction de l'orgue est confiée au plus célèbre facteur français du moment, Aristide Cavaillé-Coll, lequel, pressé par le temps, reprend et complète le matériau sonore destiné à un autre orgue, celui de l'église Notre-Dame-d'Auteuil à Paris, à trois claviers manuels.
L'orgue est un des plus vastes de son temps et intègre les dernières nouveautés techniques, dans une esthétique résolument romantique et symphonique, avec une profusion de jeux graves et deux claviers  expressifs.
L'orgue est inauguré le 7 août 1878 par Alexandre Guilmant. Sorte de « titulaire non officiel », ce dernier organise sans relâche des concerts d'orgues prestigieux, où se produisent les plus grands musiciens du moment. 
Toutefois, l'acoustique de la salle se révèle désastreuse pour les autres formes de musique que l'orgue. Ainsi, la salle du Trocadéro n'abrite-t-elle plus, progressivement, que des concerts d'orgue. À la mort de Guilmant, en 1911, l'instrument montre déjà de nombreuses défaillances. Mais il faudra attendre 1926, et la bataille décisive menée par Marcel Dupré pour qu'il soit enfin rénové. Le 2 mars 1927, Dupré inaugure l'orgue Cavaillé-Coll rendu à sa splendeur initiale.
Les jours de l'édifice sont comptés. Le 14 août 1935, Dupré donnera un récital d'adieu à l'orgue du Trocadéro, avant de superviser sa renaissance, quatre ans plus tard, dans le nouveau palais de Chaillot.

### L'orgue du palais de Chaillot(Paris) – Victor & Fernand Gonzalez, 1939
En 1935, le palais du Trocadéro est démonté pour laisser place à l'actuel palais de Chaillot. À cette occasion, l'orgue est déposé et reconstruit par Victor Gonzalez et son fils Fernand. Il est électrifié et augmenté de quinze jeux dans une esthétique néo-classique. Le concert inaugural a lieu le 10 mars 1939 sous les doigts de Marcel Dupré. 
André Marchal est nommé titulaire, Norbert Dufourcq directeur artistique de l'orgue. Jusqu'en 1965, des centaines de récitals y seront organisés, ainsi que des cycles de conférences restés fameux sur l'orgue et son répertoire.
Dans les années soixante, la cohabitation avec le Théâtre national populaire devient de plus en plus difficile. En 1972, le TNP devient Théâtre national de Chaillot ; Jack Lang, le nouveau directeur, décide la reconstruction complète de la salle et la dépose définitive de l'orgue.

### L'orgue de l'Auditorium Maurice-Ravel (Lyon) – Danion/Gonzalez, 1977 – Michel Gaillard, 2013

#### Installation à Lyon
En 1975, Louis Pradel, maire de Lyon, obtient grâce à Pierre Cochereau que l'orgue soit attribué à titre gratuit au tout nouvel Auditorium Maurice-Ravel. Une commission rassemblant quatre organistes (Gaston Litaize, Pierre Cochereau et les Lyonnais Louis Robilliard et Marcel Paponaud), ainsi que le directeur du conservatoire, Michel Lombard, confie les travaux d'installation au successeur de Fernand Gonzalez, son gendre Georges Danion.
La disposition reste globalement la même, à cela près que la niche abritant l'orgue est plus étroite et plus profonde que le fond de scène de Chaillot, et que l'orgue, désormais, est immobile.
Une bonne part du matériau de 1938 est réutilisé, toutefois on note un déplacement du faisceau sonore vers l'aigu, avec l'augmentation du nombre des mixtures et leur refonte totale, et avec la suppression des basses métalliques de la Pédale (Principal 32', Violon basse 16', Contrebasse 16').
Par manque de hauteur, la soufflerie est placée au sous-sol et les premières notes des deux 32' subsistants, jusque-là en longueurs réelles, sont remplacées par des tuyaux bouchés (première octave du Principal) ou acoustiques (première quinte de la Contrebombarde).
La boîte expressive du Positif est supprimée. Enfin, un combinateur électronique de 7 200 combinaisons ajustables (450 × 16) est installé par Joël Pétrique.
L'orgue est inauguré par Pierre Cochereau le 27 novembre 1977, lors d'un concert avec l'Orchestre de Lyon sous la direction de Serge Baudo, avec au programme le concerto de Francis Poulenc, la Dante-Symphonie de Franz Liszt et une longue improvisation à l'orgue.
Patrice Caire est titulaire jusqu'à sa disparition le 17 avril 1992. Grâce à lui, l'orgue connaît une nouvelle période de gloire, sa console accueillant les plus grands artistes.
Thierry Mechler lui succède jusqu'en 1999. 
Après cette date, l'orgue, entretenu par le facteur  Olaf Dalsbaek - Merklin de Miribel et joué de plus en plus sporadiquement, n'a plus de titulaire.

#### Un nouvel essor
À partir de 2006, année où Thierry Escaich a été nommé compositeur et organiste en résidence de l'Orchestre national de Lyon (qui réside à l'Auditorium), l'orgue est au cœur de nombreux projets artistiques : récitals, concerts avec orchestre, musique de chambre, concerts scolaires, ciné-concerts, séances de découverte.
Cette activité se traduira notamment par la création française le 23 avril 2009 du poème symphonique de Thierry Escaich La Barque solaire, pour orgue et orchestre, avec lui-même en soliste, l'Orchestre national de Lyon et son directeur musical, Jun Märkl.
Le renouveau de l'orgue s'incarne également dans un projet de restauration et par la tenue, le 25 avril 2009, de la finale du premier Concours international d'orgue de Lyon, organisé par l'association Orgue en Jeu.

#### Restauration
La restauration dure six mois et a lieu en 2013, assurée par Michel Gaillard (Manufacture d'orgues Aubertin) : restauration des quelque 6 500 tuyaux (et notamment rallonge des flûtes harmoniques et des jeux d'anche, qui avaient tous été coupés en 1977), nettoyage de l'ensemble de l'instrument, réfection et fiabilisation du vent, des circuits électriques et électroniques (notamment dans la console), aménagement de planchers d'accord et d'accès pour l'entretien, ajout de nouveaux jeux (sans qu'aucun jeu ancien ne soit sacrifié), décalage de quelques jeux et réharmonisation de l'ensemble.
L'orgue restauré a été inauguré le 13 novembre 2013. Vincent Warnier en a été l'organiste en résidence pour les saisons 2013/2014 et 2014/2015.

## Grandes œuvres créées sur l'instrument
CM = création mondiale
CE = création européenne
CF = création française
PEP = première exécution publique
- Édith Canat de Chizy : Pour une âme errante – CM 5 avril 2011, par Loïc Mallié
- Marc-André Dalbavie : Gloria – CM 4 décembre 2024, par Lucile Dollat (orgue)
- Jonathan Dove : The Dancing Pipes – CF 19 janvier 2020, par Thomas Trotter (orgue)
- Marcel Dupré : Symphonie-Passion – CF 30 avril 1925, par l'auteur
- Marcel Dupré : Le Chemin de la Croix – CM 18 mars 1932, par l'auteur
- Maurice Duruflé : Prélude et Fugue sur le nom d'Alain – CM 26 décembre 1942, par l'auteur
- Maurice Duruflé : Transcriptions pour orgue seul des chorals de Cantates BWV 22 et 147 de J. S. Bach – CM 26 décembre 1942, par l'auteur
- Maurice Duruflé : Requiem, version pour orgue, orchestre et chœur – PEP 28 décembre 1947 par Hélène Bouvier (mezzo-soprano), Charles Cambon (basse), Henriette Puig-Roget (orgue), la chorale Yvonne Gouverné et l'Orchestre Colonne dirigé par Paul Paray (une exécution radiodiffusée avait eu lieu salle Gaveau à Paris le 2 novembre précédent)
- Thierry Escaich : La Barque solaire pour orgue et orchestre – CF 23 avril 2009, par l'auteur et l'Orchestre national de Lyon, sous la direction de Jun Märkl
- Thierry Escaich : Ground V – CF 30 novembre 2014, par Vincent Warnier (orgue) et Guillaume Tétu (cor)
- Thierry Escaich : Troisième Concerto pour orgue, Quatre Visages du temps – CE 25 novembre 2017, par Thierry Escaich (orgue), l'Orchestre national de Lyon et Leonard Slatkin (direction)
- Gabriel Fauré : Requiem, version définitive pour solistes, chœur, orgue et orchestre – CM 12 juillet 1900, par Eugène Gigout (orgue), le Chœur et l'Orchestre du Conservatoire sous la direction de Paul Taffanel
- César Franck : Trois Pièces (Fantaisie en la, Cantabile, Pièce héroïque) - CM 1er octobre 1878, par l'auteur
- César Franck : Intégrale des Trois Chorals – CM 28 avril 1898, par Albert Mahaut
- Jean-Charles Gandrille : Love Never Ends – CM 22 novembre 2011, par Thierry Escaich (orgue) et Richard Galliano (accordéon)
- Charles Gounod : La Rédemption, oratorio pour récitants, solistes, chœurs, orgue et orchestre – CF 3 avril 1884
- Charles Gounod : Mors et vita, oratorio pour solistes, chœurs, orgue et orchestre – CF 2 mai 1886
- Alexandre Guilmant : Première Symphonie, pour orgue et orchestre – CM 22 août 1878, par l'auteur
- Alexandre Guilmant : Deuxième Symphonie, pour orgue et orchestre – CM 31 décembre 1911, par Joseph Bonnet (orgue) et l'Orchestre Lamoureux, dirigé par Camille Chevillard)
- Philippe Hersant : In exitu Israel – CM 22 juin 2019, par les finalistes du Concours international Olivier Messiaen : Fanny Cousseau, Yanis Dubois, Thomas Kientz, Eszter Szedmák (orgue)
- Philippe Hersant : Unstern, pour orgue et orchestre : CM 9 novembre 2023, Karol Mossakowski (orgue), Orchestre national de Lyon, Antony Hermus (direction)
- Jean Langlais : Première Symphonie, pour orgue seul – CM 1941
- Franz Liszt : Fantaisie et Fugue sur le choral « Ad nos, ad salutarem undam » – CF 28 septembre 1878, par Camille Saint-Saëns.
- Olivier Messiaen : Les Corps glorieux – CM 15 avril 1945, par l'auteur
- Rafihavanana Ratovondrahety : Gratitude – CM 21 avril 2016, par Olivier Vernet et Cédric Meckler (orgue)
- Grégoire Rolland : Jiàn (渐), pour clarinette et orgue – CM 26 octobre 2024, par Nans Moreau (clarinette) et l'auteur (orgue)
- Grégoire Rolland : Fragment[s] incantatoire[s] – CM 26 octobre 2024, par Joffrey Mialon (orgue)
- Camille Saint-Saëns : Cyprès et lauriers, op. 156, pour orgue et orchestre – CF 24 octobre 1920, par Eugène Gigout à l'orgue et l'Orchestre de la Société des concerts du Conservatoire, sous la direction de Jules Garcin
- Kaija Saariaho : Maan varjot pour orgue et orchestre – CE 19 juin 2014, par Olivier Latry et l'Orchestre national de Lyon, sous la direction de Kent Nagano
- Charles Tournemire : Petite Rhapsodie improvisée reconstituée par Duruflé – CM 22 janvier 1957, par Maurice Duruflé
- Charles-Marie Widor : Grave en ut mineur – CM par l'auteur
- Charles-Marie Widor : Cinquième Symphonie, pour orgue seul - PEP 19 octobre 1879, par l'auteur (une audition privée avait peut-être eu lieu auparavant)
- Charles-Marie Widor : Sixième Symphonie, pour orgue seul – CM 24 août 1878, par l'auteur
- Charles-Marie Widor : Huitième Symphonie, pour orgue seul – CM 3 juillet 1889, par l'auteur
- Tal Zilber : Salsa all'ungarese – CM 21 avril 2016, par Olivier Vernet et Cédric Meckler (orgue)

## Composition de l'orgue de l'Auditorium
ORGUE CAVAILLÉ-COLL (1878) – GONZALEZ (1939) – DANION-GONZALEZ (1977) – GAILLARD/MANUFACTURE AUBERTIN (2013).
NOUVELLE CONSOLE : CHRISTOPHE CAILLEUX/ORGANOTECH (2024)

### Caractéristiques
- 4 claviers manuels de 61 notes (Grand orgue, Positif, Récit expressif, Solo) et pédalier de 32 notes. 82 jeux sur 119 rangs
- Transmission électropneumatique
- Pressions différenciées par plan sonore, mais uniformisées au sein de chacun d'eux
- Console électrique mobile

### Accouplements et accessoires
- Accouplements : II/I, III/I, IV/I ; III/II, IV/II ; IV/III en 8' et spéciaux
- Accouplements par clavier en 4' et 16'
- Annulateur de 8' par clavier
- Tirasses : Grand-orgue, Positif, Récit, Solo en 8' et spéciales
- Tremblant
- Renvoi par clavier
- Tutti par clavier
- Sostenuto par clavier
- Pizzicato par clavier
- Tutti plein-jeu – Tutti symphonique (Trocadéro) - Tutti général – Renvoi général
- Crescendo programmable
- Replay
- Combinateur électronique

### Composition
| I. Grand-Orgue | II. Positif | III. Récit expressif | IV. Solo | V. Pédale |
| --- | --- | --- | --- | --- |
| Bourdon 32 Montre 16 Montre 8 II rangs Flûte harmonique 8 Bourdon 8 Violoncelle 8 Grosse Quinte 5 1/3 Prestant 4 Flûte à bec 4 Grosse Tierce 3 1/5 Doublette 2 Cornet V rangs Fourniture II rangs Plein-Jeu IV rangs Cymbale IV rangs Bombarde 16 Trompette 8 Clairon 4 | Portunal 16 Principal 8 Bourdon 8 Viole d'amour 8 Suavial 8 Prestant 4 Flûte 4 Quinte 2 2/3 Doublette 2 Tierce 1 3/5 Larigot 1 1/3 Plein-Jeu V rangs Cymbale III rangs Fagott 16 Trompette 8 Cromorne 8 Dulciane 8 | Quintaton 16 Flûte harmonique 8 Cor de nuit 8 Viole de gambe 8 Aeoline 8 Voix céleste 8 Flûte 4 Nasard 2 2/3 Octavin 2 Tierce 1 3/5 Septième 1 1/7 Piccolo 1 Plein-jeu V Bombarde 16 Trompette 8 Basson-Hautbois 8 Voix humaine 8 Régale 8 Clairon 4 | Bourdon 16 Diapason 8 II rangs Flûte 8 Principal 4 Cornet V rangs Progression IX rangs Tuba magna 16 Trompette 8 Clarinette 8 Clairon 4 Gaillarde 8 (Chamade) Gaillarde 4 (Chamade) | Principal 32 Flûte 16 Contrebasse 16 Bourdon 16 Principal 8 Flûte 8 Bourdon 8 Octave 4 Flûte 4 Mixture V rangs Contrebasson 32 Ophicléide 16 Posaune 16 Trompette 8 Buzène 8 Clairon 4 Basson 4 |

## Discographie

### Palais de Chaillot
- F. Schmitt : Psaume XLVII

Maurice Duruflé (orgue), Denise Duval (soprano), Chorale Élisabeth Brasseur, Orchestre de la Société des concerts du Conservatoire, dir. Georges Tzipine

Disque EMI, nov. 1952 CD 
- J. Jongen  : Symphonie concertante op. 81 pour orgue et orchestre

Virgil Fox (orgue), Orchestre de l'Opéra de Paris, dir. Georges Prêtre
 
Disque EMI - Angel, 1959 CD
- Connaissez-vous l'orgue de Chaillot ?

J. S. Bach, A. de Cabezon, G. Frescobaldi, N. de Grigny, L. Marchand, F. Couperin, F. Mendelssohn, R. Schumann, F. Liszt, C. Franck, E. Gigout, C. Saint-Saëns

A. Marchal : Improvisation sur « Nous n'irons plus au bois »

André Marchal (orgue), commentaires de Norbert Dufourq 

Disque Érato 1961-2

### Auditorium Maurice-Ravel
- L. Vierne : finales des six symphonies

Patrick Caire (orgue)

Disque REM, 1984
- C. Franck : Trois Pièces de 1878, Grande Pièce symphonique

Patrick Caire (orgue)

Disque REM, 1985
- Les Grandes Heures du grand orgue Cavaillé-Coll du Trocadéro

A. Guilmant, J. N. Lemmens, C.-M. Widor, C. Franck, T. Dubois, E. Gigout, C. Saint-Saëns

Patrick Caire (orgue)

Disque REM, 1991, CD
- Thierry Escaich: La Barque solaire, Concerto pour violon, Les Nuits hallucinées

Thierry Escaich (orgue), David Grimal (violon), Nora Gubisch (mezzo-soprano), Orchestre national de Lyon, Jun Märkl (direction)

Disque Accord/Universal, 2011, CD
- C. Saint-Saëns : Danse macabre (arr. E. Lemare/V. Warnier), Cyprès et Lauriers, Symphonie n° 3 "avec orgue"

Vincent Warnier (orgue), Orchestre national de Lyon, Leonard Slatkin (direction)

Disque Naxos, 2015, CD et Blu-ray